# Ган, Фёдор Иванович
Фёдор Иванович Ган (нем. Friedrich Wilhelm von Hahn; 1799—1880/1881) — заслуженный профессор и декан Харьковского университета, действительный статский советник.

## Биография
Происходил из податного сословия; родился в Эшенгофе (Лифляндская губерния) 22 июля (2 августа) 1799 года.
В 1814—1816 годах учился в гимназии. С 1816 года учился на медицинском факультете Дерптского университета; в 1819 году за сочинение «Ueber das Wesen der Entzündung» получил от университета серебряную медаль. После окончания университета, с 1820 года служил врачом в университетской больнице, а в 1822 году после защиты диссертации «Meletemata quaedam de lectis» был удостоен степени доктора медицины; кроме этого, по особому экзамену он получил звание акушера. В 1823 году был определён врачом в Руйиене.
В 1831 году, с 25 февраля, Ф. И. Ган был назначен акушером при врачебной управе Харькова, а в 1835 году, после введения нового университетского устава, был назначен на кафедру повивального искусства, женских и детских болезней медицинского факультета Харьковского университета — ординарным профессором. В 1837 и 1838 годах он временно занимал ещё и кафедру терапевтической клиники. С 1837 по 1857 год постоянно избирался на должность декана медицинского факультета.
Был произведён 10 октября 1858 года в действительные статские советники; награждён орденами: Св. Анны 1-й (1866) и 2-й степени с императорской короной (1852), Св. Владимира 3-й степени (1856), Св. Станислава 1-й (1862) и 2-й степени.
С 1843 года занимал должность врача при Харьковском институте благородных девиц. В 1837—1850 годах был также президентом Церковного Совета евангелическо-лютеранской общины Харькова.
С 1859 года — заслуженный профессор Харьковского университета в отставке.
Умер в Харькове 20 декабря 1880 (1 января 1881) года.
Был женат (с 25.02.1831) на Наталье Вейрих. Их сын, Эдуард Фёдорович (Фридрихович) Ган (1835—1908) — генерал-майор с 1896 года.